# Нікель-63
Нікель 63 (63Ni) — ізотоп нікелю, масове число якого дорівнює 63: його атомне ядро має 28 протонів  і 35 нейтронів, має спін 1/2- і атомну масу 62,929669 г/моль. Він характеризується надлишком маси −65 512,9 keV і енергією зв'язку ядра на нуклон 8763,50 keV. Це радіонуклід, якого не існує в природі. Цей синтетичний радіоізотоп можна штучно отримати лише на ядерних установках.
Він продавався у складі сполук {\displaystyle {\ce {NiCl_2}}} та {\displaystyle {\ce {Ni(NO2)_2}}}:3.

## Характеристики
Це чистий β-випромінювач.. Період напіврозпаду становить 101,2 р, і під час розпаду утворюється стабільний ізотоп міді 63Cu. Масова активність: 2,1×1012 Бк/г:2. 

## Походження
- 63Ni є переважно одним із продуктів активації(інші мови), присутніх у місцях зберігання низькоактивних радіоактивних відходів ядерного паливного циклу. Beaselay (1986) висловив думку, що «реактор потужністю 900 МВт, який пропрацював 40 років на 80 % його потужності містить у своїй структурі на момент демонтажу приблизно 4×1016 Бк 63Ni»[3]. Його можна знайти поблизу ядерних об’єктів після витоку, можливо, пов’язаного з тритієм.
- Також утворюється при ядерних вибухах та ядерних випробуваннях в атмосфері. Наприклад, у 1954 році на атолі Бікіні було виявлено до 2,7 Бк на грам зразка[2]:3. Вважається, що радіоізотопів нікелю більше немає в атмосфері Землі. Він залишається в ґрунті та відкладеннях, наприклад, виміряний у Швеції на рівні 1 Бк/м2  у перерахунку на радіоактивність, без Чорнобильської катастрофи в 1986 році, яка значно збільшила цей рівень.[2]:4
- Він може бути присутнім у відходах деяких лабораторій[2]:3.

## Екологічна кінетика
Згідно з наявними даними, 63Ni, що осідає на землі, адсорбується там приблизно на 90%:5.
У прісній воді він має тенденцію приєднуватися до опадів або зважених часток і може забруднювати водорості та водні рослини. Деякі рослини дуже сильно його накопичують.
Як і багато перехідних металів, він тим більше розчинний і рухливий у ґрунті при низькому рН (кислий грунт). Він може утворювати комплексні сполуки і захоплюватися різними хелатоутворювачами (EDTA, DTPA, щавлевою кислотою, лимонною кислотою тощо), що може зменшити його сорбцію мінералами ґрунту.
Рослини можуть вловлювати його, при цьому він розподіляється досить рівномірно всередині рослини (без особливого накопичення в насінні, плодах або бульбах).
Тварини можуть проковтнути його. Ссавці виділяють значну його частину протягом 24 годин, решта однорідно розподіляється в організмі, де зберігається протягом тривалого часу (біологічний період напіввиведення: від 500 днів у людини).
Риба переважно накопичує його в шкірі та нутрощах. Ракоподібні фіксують його в підшлунковій залозі та зовнішньому скелеті, тоді як молюски концентрують його у своїх мушлях.
Його радіотоксичність вважається помірною:2.

## Застосування
Розглядався у ряді конструкцій радіонуклідних батарей. Китайська компанія Betavolt Technology представила таку батарею. 3-вольтова батарея забезпечить потужність 100 мікроват протягом 50 років, достатньо для забезпечення загальної енергії 0,044 кВт-год.
Також широко використовується для створення потоку електронів у детекторах захоплення електронів, які використовуються в газовій хроматографії.